# Agnès Rosenstiehl
Œuvres principales
Mimi Cracra; "L'Alphabet Fou"; "Liberté,égalité, fraternité - Dès la maternelle"
Agnès Rosenstiehl est une auteure et illustratrice française née le 4 décembre 1941 à Paris.

## Biographie
Née en 1941 à Paris, issue d'une famille d'artistes, son père est Pierre Pinsard, peintre, décorateur et architecte d'art sacré. Elle poursuit des études de musique au Conservatoire national supérieur de musique de Paris et y obtient le premier prix d'harmonie1ère nommée en 1966 sous le nom d'Agnès Gay.
En parallèle, elle poursuit une licence de lettres (abandonnée) à la Sorbonne. Devenue mère, elle se lance dans la création de livres pour les enfants et collabore avec de nombreuses maisons d'édition, des plus réputées aux plus petites et émergentes. Elle se dit elle-même fascinée par l'antiquité égyptienne [réf. nécessaire]  : « en particulier les hiéroglyphes, dessins fascinants qui sont en même temps du texte, et la fraîcheur champêtre des aplats de couleur des fresques. », ce qui la conduit à dessiner ses personnages souvent de profil, à utiliser des aplats de couleurs franches, à imbriquer écriture et dessin. Elle témoigne d'un intérêt soutenu pour la langue française, sujet qu'elle explore dans de nombreux ouvrages, comme ses Alphabets, ou le Livre de la langue française (illustré par Pierre Gay).
Sa production n'a pas cessé depuis 1965. Ses archives sont confiées à l'Institut mémoires de l'édition contemporaine (IMEC) à Saint-Germain-la-Blanche-Herbe.
Elle est mariée au mathématicien Pierre Rosenstiehl.

## Prix et distinctions
Son ouvrage L'Alphabet fou, qu'elle a écrit et illustré, figure dans la « Honour List » 1980, liste d'ouvrages jeunesse internationaux choisis par l'Union internationale pour les livres de jeunesse (IBBY).
En 1983, elle obtient la "Mention" Premio Grafico Fiera di Bologna per la Gioventù de la Foire du livre de jeunesse de Bologne (Italie) pour ses illustrations de chansons choisies par Pomme d'Api,  66 chansons, 6 canons, 6 noëls .
En 1995/1996, Agnès Rosenstiehl reçoit le grand prix de la Société des gens de lettres (SGDL) du livre jeunesse pour Les Adverbes,. 
En 2000, elle est récompensée d'une "Mention" pour l'Introducing Art to Children, à la Foire du livre de jeunesse de Bologne (Italie) pour la collection qu'elle dirige : « Collection de Peinture”, aux Éditions Autrement.
Agnès Rosenstiehl est nommée chevalier de la Légion d'honneur en 2020.
De septembre à décembre 2024, la bibliothèque Alexis de Tocqueville à Caen a organisé une importante exposition des originaux d'Agnès Rosenstiehl.

## Publications
- ABC, Éditions des Jumeaux, 1969.
- De la coiffure, Éditions des Jumeaux, 1969 ; Des Femmes, 1977; La ville brûle, 2018.
- La Naissance, La Presse, Canada, 1973; Birth, Holt Rinehart Winston, États-Unis, 1973; De Geboorte, Meulenhof, Pays-Bas, 1973; Groupe Bayard, 1977; Sōdo Bunka, Japon, 1978; La Nacelle, 1995; Autrement, 2008; Како се рађају деца, Креативни центар (Kreativni centar), Serbie, 2008; La ville brûle, 2018.
- 60 poésies 60 comptines, illustrations, Groupe Bayard, 1975.
- La Séparation, Hachette, 1975 ; Groupe Bayard, 1979; Sōdo Bunka, Japon, 1984 ; Editions Autrement Jeunesse, 2012.
- Les Filles, Des Femmes, 1976 ; Lire c'est partir, 1995; La Ville brûle, 2020.
- Drôle d'alphabet ou les aventures d'une tarte aux pommes, Larousse, 1977 ; La Ville brûle, 2020.
- Mon premier alphabet, Larousse, 1977 ; Lire c'est partir, 2005.
- Mémoires d'une souricette, illustrations, texte Alexandra Sheedy, Des Femmes, 1977.
- 60 chansons 60 musiques 6 noëls, illustrations, anthologie, Groupe Bayard, 1978.
- L'Alphabet fou ou le livre des syllabes sibyllines, Larousse, 1978.
- Chiffres en friche, Larousse, 1979 ; Lire c'est partir, 2006 ; La Ville brûle, 2020.
- Julie et Julie, Groupe Bayard, 1979 ; Lire c'est partir, 1999.
- De la lecture à la confiture, Groupe Bayard, 1980 ; Lire c'est partir, 1998.
- Image et magie des nombres, Larousse, 1980.
- Paris-Pékin par le transsibérien, textes avec Pierre Rosenstiehl, dessins avec Pierre Gay, Gallimard, 1980 ; Folio cadet, 1984.
- Grimoire, illustrations, texte Anne-Marie Chapouthon, École des Loisirs, 1981 ; Flammarion, 1994.
- Ce qu'on dit au poète à propos de fleurs, illustrations et métatextes autour d'un poème d'Arthur Rimbaud, Gallimard, 1981.
- Le Livre des couleurs, Larousse, 1981.
- 66 chansons 6 canons 6 noëls, illustrations, recueil, Groupe Bayard, 1982.
- 99 poèmes 9 contes 9 comptines, illustrations, anthologie, Groupe Bayard, 1982.
- Le Français en liberté, Larousse, 1983.
- Le Livre des fêtes, Éditions Albin Michel, 1984; Lire c'est partir, 2007.
- L'alphabet fait des histoires, illustrations Pierre Gay, Gallimard, 1984; Lire c'est partir 1998.
- Le Livre de la langue française, illustrations Pierre Gay, Gallimard, 1985 ; revu et augmenté 2010.
- Le Larousse des tout-petits – les noms, Larousse, 1985.
- Le Larousse des tout-petits – les verbes, Larousse, 1986.
- Le Larousse des tout-petits – les adjectifs, Larousse, 1987.
- C'est bleu, Gallimard, 1989.
- C'est noir, Gallimard, 1989.
- C'est vert, Gallimard, 1989.
- C'est brun, Gallimard, 1989.
- C'est gris, Gallimard, 1989.
- C'est orange, Gallimard, 1989.
- C'est rouge, Gallimard, 1989.
- C'est jaune, Gallimard, 1989.
- C'est blanc, Gallimard, 1989.
- Cris d'Europe, illustrations Pierre Gay, Éditions du Seuil, 1989.
- Le Larousse des tout-petits – français/anglais, Larousse, 1990.
- Le Larousse des tout-petits – français/espagnol, Larousse, 1990.
- Les machins qui roulent, avec Marie Aubinais et Pierre-Gaël Steunou, Larousse, 1990 ; Lire c'est partir, 2003.
- Les animaux qui courent, avec Paul Gay et Alain Steunou, Larousse, 1990.
- Tout ce qui vole, avec Jean-Baptiste Farkas et Pierre-Gaël Steunou, Larousse, 1990.
- Tout ce qui flotte, avec Paul Gay et Pierre-Gaël Steunou, Larousse, 1990.
- Les habits que j'aime, avec Julie Gay, Larousse, 1990.
- Les Outils au travail, avec Paul Gay et Pierre-Gaël Steunou, Larousse, 1991.
- Les fleurs que j'aime, avec Alain et Hélène Steunou, Larousse, 1991.
- Mots d'Europe, illustrations, texte d'Arthur Rimbaud traduit en cinquante langues, Éditions du Seuil, 1991.
- Tout ce qui se mange, Larousse, 1991.
- L'éducation de Bibi l'infante, Éditions du Seuil, 1993.
- Le Larousse des tout-petits – les Adverbes, Larousse, 1994.
- ABC autour du monde, français/anglais/italien/espagnol/allemand, Larousse, 1994.
- Europe est une femme, avec Victoria Man et Nicole Chaillot, La Nacelle, 1994.
- Chapeaux, Autrement, 1996.
- Chevaux, Autrement, 1996.
- Cheveux, Autrement, 1996.
- Bateaux, Autrement, 1996.
- Peintres, Autrement, 1997.
- Charmes, Autrement, 1997.
- Maisons, Autrement, 1997.
- Saisons, Autrement, 1997.
- Têtes, Autrement, 1997.
- Bêtes, Autrement, 1997.
- Rêves, Autrement, 1997.
- Seins, Autrement, 1997.
- Pères, Autrement, 1998.
- Mères, Autrement, 1998.
- Garçons, Autrement, 1998.
- Filles, Autrement, 1998.
- Mange, Autrement, 1998.
- Danse, Autrement, 1998.
- Liberté,égalité, fraternité - Dès la maternelle, Éditions du Seuil, 1999 ; Chemins de traverse, 2016.
- Aubes du monde: Genèse, Autrement, 1999.
- Aubes du monde: Évangile, Autrement, 1999.
- Aubes du monde: Dieux grecs, Autrement, 1999.
- Aubes du monde: Fin du monde, Autrement, 1999.
- Câlins, Autrement, 2000.[7]
- Colères, Autrement, 2000.[7]
- Le Larousse des tout-petits, Larousse, 2000.
- Oh les amoureux!, Lire c'est partir, 2000.
- Histoires d'amour, Lire c'est partir, 2001.
- Vert, Autrement, 2001.[8]
- Bleu, Autrement, 2001.[8]
- Rouge, Autrement, 2001.[8]
- Jaune, Autrement, 2001.[8]
- Le Rouge et le Blanc, Lire c'est partir, 2002.
- Le Journal de Jules Renard, illustrations, Éditions du Seuil, 2002.
- Dictionnaire des noms propres, Larousse, 2003 ; Lire c'est partir, 2011.
- Mon Larousse, Larousse, 2006.
- Bien fait, théâtre, Lire c'est partir, 2008.
- Max, Le Baron perché, 2009.
- Alexis, Le Baron perché, 2009.
- Eva, Le Baron perché, 2009.
- Lucie, Le Baron perché, 2009.
- Jeanne, Le Baron perché, 2009.
- Paul, Le Baron perché, 2009.
- Marie, Le Baron perché, 2009.
- Léo, Le Baron perché, 2009.
- Le Roi s'habille, théâtre, Lire c'est partir, 2009.
- Samuel, Le Baron perché, 2010.
- Louise, Le Baron perché, 2010.
- Anna, Le Baron perché, 2010.
- Camille, Le Baron perché, 2010.
- Miss Topstar, texte Mélanie Gailliot, Lire c'est partir, 2010.
- Super z'héros, texte Mélanie Gailliot, co-illustré par Lucie Gay, Lire c'est partir, 2010.
- Pas de gâchis!, La ville brûle, 2019.
- L'Art de la fugue, La ville brûle, 2019.
- L'Alphabet politique, Thierry Magnier, 2020.
- Les Couleurs c'est comme ça, Éditions Gallimard, 2022
- Faut savoir dire non, Albin Michel, 2023

### SérieMimi Cracra
- Mimi Cracra, Groupe Bayard, 1983.
- À l'eau Mimi Cracra, Groupe Bayard, 1985.
- Mimi Cracra en vacances, Groupe Bayard, 1986.
- Mimi Cracra fait des patouilles, Groupe Bayard, 1986.
- Miam miam Mimi Cracra, Groupe Bayard, 1987.
- Mimi Cracra – Ça déborde, Groupe Bayard-Centurion, 1987.
- Mimi Cracra va plus vite, Groupe Bayard, 1987.
- Mimi Cracra fait la fête, Groupe Bayard, 1988.
- Mimi Cracra a plein d'idées, Groupe Bayard, 1988.
- Mimi Cracra c'est une copine, Groupe Bayard, 1991.
- Mimi Cracra elle est comme ça, Groupe Bayard, 1993.
- Mimi Cracra joue à la télé, Groupe Bayard, 1994.
- Mimi Cracra – Moi j'ai pas 2000 ans, Éditions du Seuil, 1999.
- Mimi Cracra – Le sucre, Éditions du Seuil, 2000.
- Mimi Cracra – L'eau, Éditions du Seuil, 2000.
- Mimi Cracra – La mer, Éditions du Seuil, 2000.
- Mimi Cracra – Le savon, Éditions du Seuil, 2000.
- Mimi Cracra – Les fleurs, Éditions du Seuil, 2000.
- Mimi Cracra – Les bêtes, Éditions du Seuil, 2000.
- Mimi Cracra – La neige, Éditions du Seuil, 2000; Hakushenka, Japon, 2007.
- Mimi Cracra – La pluie, Éditions du Seuil, 2000.
- Mimi Cracra – L'herbe, Éditions du Seuil, 2000.
- Mimi Cracra – Le sable, Éditions du Seuil, 2000.
- Mimi Cracra – L'imagier, Éditions du Seuil, 2000.
- Mimi Cracra – Même pas froid!, Éditions du Seuil, 2002.
- Mimi Cracra dans le grand bain, Hachette, 2002.
- Mimi Cracra sous la pluie, Hachette, 2002.
- Mimi Cracra au bord de la mer, Hachette, 2003.
- Mimi Cracra en cuisine, Hachette, 2003.
- Mimi Cracra – Soleil tu chauffes!, Éditions du Seuil, 2003.
- Mimi Cracra toute l'année, Hachette, 2003.
- Mimi Cracra change d'habits, Hachette, 2004.
- Le Noël de Mimi Cracra, Hachette, 2004.
- Mimi Cracra – Petites patouilles, Éditions du Seuil, 2004.
- Mimi Cracra fait un spectacle, Hachette, 2005.
- Mimi Cracra joue à la maîtresse, Hachette, 2005.
- Mimi Cracra fait des bêtises, Hachette, 2006.
- Les saisons de Mimi Cracra – L'été, Éditions du Seuil, 2008.
- Les saisons de Mimi Cracra – L'automne, Éditions du Seuil, 2008.
- Les saisons de Mimi Cracra – L'hiver, Éditions du Seuil, 2008.
- Les saisons de Mimi Cracra – Le printemps, Éditions du Seuil, 2008.
- Silly Lilly and the four seasons, Mimi Cracra en anglais, Raw junior, États-Unis, 2008.
- La maison de Mimi Cracra – Ma chambre, Éditions du Seuil, 2009.
- La maison de Mimi Cracra – La salle de bains, Éditions du Seuil, 2009.
- La maison de Mimi Cracra – La cuisine, Éditions du Seuil, 2009.
- La maison de Mimi Cracra – Le jardin, Éditions du Seuil, 2009.
- 100 aventures de Mimi Cracra, Éditions du Seuil, 2009.
- Mimi Cracra et les quatre saisons, bilingue couplé avec Silly Lilly and the four seasons, Casterman, 2010.
- Silly Lilly in what will I be today?, Mimi Cracra en anglais, Raw junior, États-Unis, 2010.
- Teresa de Frambuesa, Mimi Cracra en espagnol, La Galera, Espagne, 2010.
- Mariona de Llimona, Mimi Cracra en catalan, La Galera, Espagne, 2010.
- Mimi Cracra joue à la télé, Éditions Lire c'est partir, 2013.
- Mimi Cracra, ho la revoilà !, Éditions Chemins de traverse, 2017.
- Drôle de dictionnaire, de Mimi Cracra, Éditions Chemins de traverse, 2017.
- Mimi Cracra toute l'année, Éditions du Seuil Jeunesse, 2022.
- 100 aventures de Mimi Cracra, Éditions du Seuil Jeunesse, 2023.

### Revues
- "Tâchez de raconter ma chute et mon sommeil" (Courrier africain de Rimbaud)  in Circeto n°2, fév.1984.
- "L'Air du temps de "Ce qu'On dit au Poète à propos de Fleurs"   in Rimbaud multiple, Colloque de Cerisy, éditeurs Bedou et Touzot, 1985.
- "La Pêche spirituelle" (Rimbaud chez Baudelaire)  in Parade sauvage. Colloque "Rimbaud ou la liberté libre" à Charleville-Mézières, 1986.
- "Rimbaud, Stravinsky"  in Parade sauvage, Colloque n°2 "Rimbaud à la loupe", Colloque à St John's College, Cambridge, 1987.
- "Choisirai-je le Nord / Ou le Pays des Vignes ?" (Rimbaud Van Gogh contemporains)  in Parade sauvage, Colloque n°3, "Rimbaud cent ans après" à Charleville-Mézières, 1991.
- "Reportage aux Champs-Élysées" (Rimbaud-Nietzsche)  in Parade sauvage n°11, 1994.
- "Leslie"  in Leslie Kaplan, Classiques Garnier, 2016.
- "Menu"  in Nourritures d'enfance, Autrement, 1994.
- "L'Ordre alphabétique"  in La Ronde, septembre 2019.
- "Parlez anglais vite fait"  in La Ronde, décembre 2019.